# 農山縣
农山县（越南语：／）是越南广南省历史上的一个旧县。境内有农山煤田。

## 地理
农山县东接桂山县，西接南江县，南接合德县和福山县，北接潍川县和大禄县。面积471.64平方千米，2024年总人口35438人。

## 历史
2008年4月8日，桂山县桂禄社析置山园社，桂福社和桂宁社析置福宁社；以桂禄社、桂中社、桂宁社、桂福社、桂林社、山园社和福宁社7社析置农山县。
2020年1月10日，桂福社和桂宁社合并为宁福社。
2023年2月13日，越南国会常务委员会通过决议，自2023年4月10日起，桂中社改制为中福市镇。
2024年10月24日，越南国会常务委员会通过决议，自2025年1月1日起，农山县并入桂山县。

## 行政区划
农山县下辖1市镇5社，县莅中福市镇。
- 中福市镇（Thị trấn Trung Phước）
- 宁福社（Xã Ninh Phước）
- 福宁社（Xã Phước Ninh）
- 桂林社（Xã Quế Lâm）
- 桂禄社（Xã Quế Lộc）
- 山园社（Xã Sơn Viên）